# Luchino Visconti
Hrabě Luchino Visconti, rodným jménem Conte Don Luchino Visconti di Modrone (2. listopadu 1906 Milán – 17. března 1976 Řím) byl italský filmový režisér a scenárista, jeden z největších poválečných filmových tvůrců. V jeho umění se proplétá smysl pro výtvarnou krásu s láskou k realismu v nejpřísnější a nejdrsnější podobě. Díky svému původu a rodinnému jmění měl určitou svobodu tvorby, nemusel dělat zásadní komerční ústupky. Téměř všechny své filmy natočil podle literárních námětů, vytvářel z nich filmové romány. Vynikal v práci s herci, přikládal velkou důležitost obsazení jednotlivých rolí. Pro film objevil například Claudii Cardinale, která hrála titulní postavy ve třech Viscontiho filmech, stejně jako Alain Delon nebo Helmut Berger, pro kterého to byl vrchol jeho herecké kariéry. Výrazné role v jeho filmech vytvořili Američan Burt Lancaster, Angličan Dirk Bogarde a Francouz Jean Marais.
Působil také jako režisér operních a divadelních představení.

## Původ a mládí
Byl potomkem šlechtického rodu Viscontiů, který ve středověku vládl nad Milánským vévodstvím. Byl čtvrtým dítětem a třetím synem prvního vévody z rodové linie Grazzano Visconti, jehož jméno znělo Giuseppe Visconti di Modrone (1879–1941). Luchino Visconti sám měl titul hraběte. Jeho matka Carla Erba byla dcerou průmyslníka. Rodina Grazzano Visconti byla jednou z nejbohatších v severní Itálii.
V mládí dlouho hledal své budoucí zaměření, studoval architekturu a hudbu, ve 25 letech se pokusil o první divadelní režii. Nakonec se stal žákem kavaleristické školy v Pinerolu a pět let se staral o koně v hřebčincích na rodinných statcích.  Rodiče patřili mezi podporovatele umění a jejich prostřednictvím se Lucchino seznámil se slavnými umělci, jako byl dirigent Arturo Toscanini, operní skladatel Giacomo Puccini nebo básník Gabriele d'Annunzio. Tyto styky ho vedly k zájmu o svět opery a divadla. V rodinném prostředí žil Lucchino až do svých třiceti let. V této době se také definitivně přiznal ke své homosexuální orientaci. 

## Filmová tvorba

### Neorealismus
Filmovou tvorbu Luchina Viscontiho ovlivnil francouzský režisér Jean Renoir. V roce 1936 odjel do Paříže, kde mu Coco Chanel zprostředkovala setkání s Renoirem. Stal se jeho pomocníkem a jako asistent režie spolupracoval v letech 1936–1940 na třech filmech. Získal mnoho zkušeností, které využil ve své pozdější filmové práci, a naučil se filmovému řemeslu.  Poznal zde také levicové aktivisty, což mělo vliv na změnu jeho politického přesvědčení, stal se z něho přesvědčený antifašista a marxista.  Po krátkém pobytu v Hollywoodu ho matčina smrt v roce 1939 přiměla k návratu do Itálie. 
Připojil se ke skupině mladých intelektuálů, sdružených kolem časopisu Cinema. Patřili sem například Giuseppe de Santis, Gianni Puccini, Michelangelo Antonioni, Antonio Pietrangeli, Mario Alicata, Mario Serandrei a Rosario Assunte. Ve svém programovém prohlášení se vyslovili pro revoluční umění, které by realisticky popisovalo život a lidské vztahy v současné společnosti. Společně se podíleli na přípravě prvního filmu v režii Luchina Viscontiho Posedlost (Ossessione), inspirovaného románem Jamese M. Caina Pošták zvoní vždy dvakrát. Film měl premiéru v roce 1942 a stal se jedním z prvních a hlavních děl neorealismu. Zatímco od levicových intelektuálů získal uznání, fašistická cenzura jej zakázala a do kin se vrátil až po pádu Mussoliniho v roce 1944. 
Další projekt nemohl být dokončen, protože Visconti se přidal k hnutí odporu a stal se členem komunistické strany. Byl zatčen, uvězněn  a jen díky zásahu herečky Marie Denisové a příchodu spojeneckých vojsk unikl popravě. Koncem války se podílel na natáčení dokumentu Dny slávy (Giorni di gloria), věnovanému hnutí odporu a osvobození.   

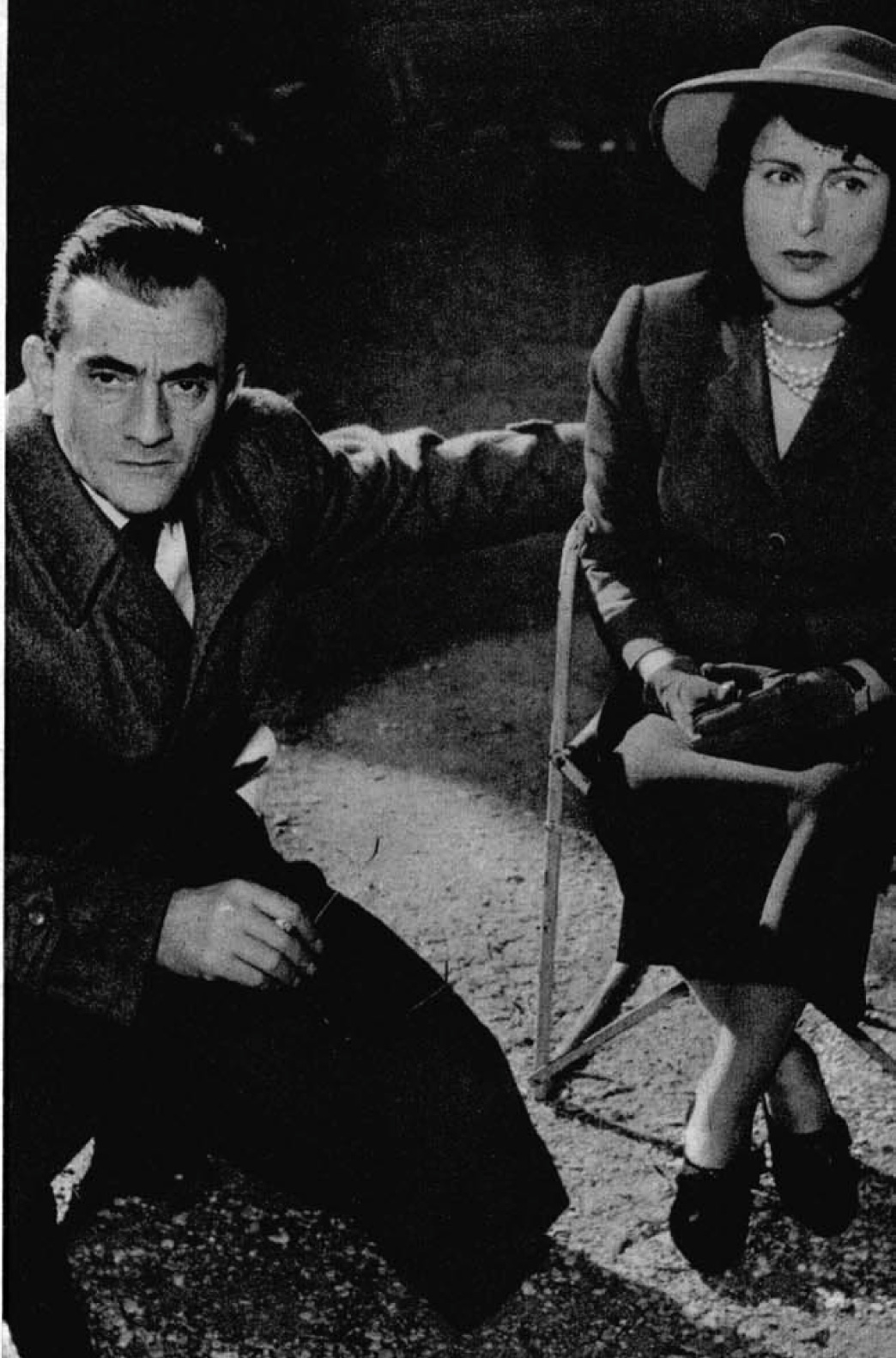
Visconti s Annou Magnani v roce 1952

Následující film Země se chvěje (La Terra trema) z roku 1948 podle románu klasika italské literatury Giovanniho Vergy byl oceněn na festivalu v Benátkách. Film natočený v původním sicilském dialektu byl kritikou sociálních podmínek místních rybářů a nejchudších obyvatel. Byl natáčen na Sicílii v autentické rybářské vesničce, hrdiny byli opravdoví sicilští rybáři a jejich rodiny. Film má nádhernou výtvarnou kompozici, filmové obrazy zachycují kontrast mezi bílými zdmi domů a černými šaty místních žen.  U diváků narážel na nepochopení a vyvolal značné kontroverze. Po návratu do Říma byl Visconti označován za komunistického režiséra, několik jeho filmových projektů se nepodařilo realizovat. Říkalo se mu Rudý vévoda.
Divácky úspěšnější byl třetí Viscontiho film Nejkrásnější (Bellissima, 1951), v němž do hlavní role ambiciózní matky usilující o filmovou kariéru pro svou dceru obsadil Annu Magnani. V následujícím roce natočil o této herečce epizodu do filmu My ženy (Siamo done) ze soukromého života čtyř slavných žen filmového plátna.

### Výpravné filmy
V roce 1954 natočil Visconti svůj první barevný film Vášeň (Senso), který znamenal zlom v jeho kariéře a odklon od neorealismu. Visconti touto historickou freskou o osudové lásce benátské hraběnky a nepřátelského důstojníka zahájil řadu náročných a fascinujících filmů prodchnutých silnými emocemi, násilím a napětím, jejichž hlavním motivem byl lidský, morální a fyzický úpadek. V jeho filmových románech byl spojován psychologický aspekt se sociálním a historickým pozadím. Náměty z minulosti zpracovával z pohledu současné perspektivy, jeho metodou byl kritický realismus. Hlavním motivem jeho filmů byl zánik jednoho společenského systému, konflikt tříd a rozpad společnosti, smrt a zmar. Téměř všechny Viscontiho filmy jsou o vášni a mají tragický závěr. Vyznačují se bohatou výpravou a  vybraně uměleckým zpracováním. Vytvořil tradici krásné podívané s nádhernými dekoracemi, kostýmy a okázalými hereckými projevy. V příklonu ke stylizovaným a rafinovaným kompozicím a precizně vypracovaným příběhům se projevil vliv divadla a opery. Hudební motivy z oper tvořily důležitou složku jeho filmů, ať už to byla opera Trubadúr ve filmu Vášeň nebo Wagnerova a Mahlerova hudba ve třech filmech z německého prostředí.
V roce 1957 získal Stříbrného lva na festivalu v Benátkách za film Natálie (Le Notti bianche), který byl inspirován Dostojevského románem. Hlavní role vytvořili Maria Schellová a Marcello Mastroianni, ve vedlejší úloze se objevil Jean Marais. Visconti tento komorní film natočil ve vlastní produkci, na které se podíleli další přátelé včetně Mastroianniho. Levicovým tiskem byl podroben kritice kvůli formalismu, dekadenci a aristokratismu.
V roce 1960 mu porota benátského festivalu udělila zvláštní cenu za film Rocco a jeho bratři (Rocco e i suoi fratelli). Hlavními představiteli byli Annie Girardotová, Renato Salvatori a Alain Delon. Příběh o nucené emigraci jedné rodiny, matky a pěti synů, byl inspirován Dostojevského románem Bratři Karamazovi. Po premiéře filmu v Miláně musel Visconti na příkaz cenzury některé scény z filmu vystřihnout, protože byly označeny za příliš násilné a brutální. Na římské premiéře byl film představen v upravené verzi a Visconti prohlásil, že už nikdy nebude filmovat v Itálii. V roce 1966 italský soud vynesl rozsudek, v němž byl film označen za umělecké dílo, kterému inkriminované scény dávají citový náboj a díky nim se z filmu stává poselství naděje, usilující o větší pochopení člověka. 
V následujícím roce se podílel na filmu Boccaccio '70, pro který režíroval epizodu nazvanou Dílo (Il lavoro). V ní zaútočil na cenzory, kteří tak silně zasáhli do jeho předchozího filmu.
Největšího úspěchu dosáhl svými historickými filmy s výrazným „operním stylem“ a důrazem na historické detaily a reálie. Zde je nutno jmenovat film Gepard (Il Gattopardo, 1963) podle stejnojmenného románu Giuseppe Tomasiho di Lampedusa. Byl oceněn Zlatou palmou na filmovém festivalu v Cannes. Postavy děje byly obsazeny hvězdami jako Burt Lancaster, Claudia Cardinale a Alain Delon. Příběh líčí spojení sicilské knížecí rodiny s novou buržoazií a je do jisté míry obrazem Viscontiho vlastního života. Upoutal především závěrečnou scénou plesu, která je považována za jeden z vrcholů Viscontiho umění.
V roce 1965 natočil film Hvězdy velkého vozu (Vaghe stelle dell'Orsa), příběh o rozpadu rodiny inspirovaný dílem Giacoma Leopardiho v hlavní roli s Claudií Cardinale. Do povídkového filmu Čarodějky (Le Streghe) přispěl jednou epizodou v roce 1966. Následoval film Cizinec (Lo Straniero) podle stejnojmenného románu Alberta Camuse, ve kterém hrál hlavní roli Marcello Mastroianni. Podle mínění filmové kritiky však tento film zůstal příliš poplatný literární předloze a Viscontimu se v něm nepodařilo prosadit své filmové vidění. 

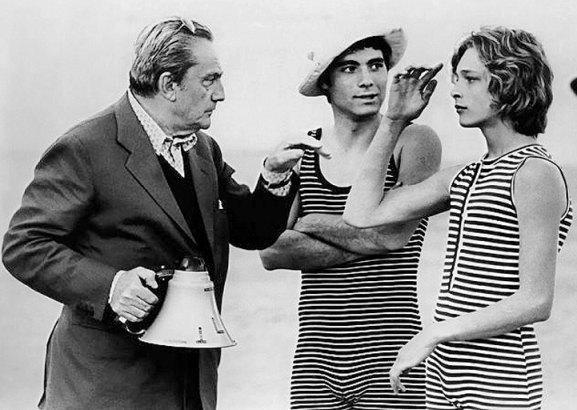
Visconti při natáčení filmu Smrt v Benátkách

Na konci šedesátých let vytvořil velký projekt německé tetralogie inspirované mytologickými a dekadentními tématy Richarda Wagnera a Thomase Manna. Ze čtyř plánovaných titulů byly realizovány pouze tři:
- Soumrak bohů (La Caduta degli Dei) z roku 1969 o vzestupu a pádů členů německé rodiny vlastníků oceláren v období nástupu nacismu. Ve své první velké roli se v něm objevil Helmut Berger, poslední intimní přítel Viscontiho. Film získal nominaci na Oscara za scénář.
- Smrt v Benátkách (Morte a Venezia) z roku 1971 podle povídky Thomase Manna, zkoumá téma nevyhnutelnosti stáří a smrti, spojené s hledáním krásy v prostředí Benátek, kde se šíří epidemie cholery. Příběh hudebního skladatele platonicky zamilovaného do krásného chlapce se odehrává v elegantní, dekadentní atmosféře konce 19. století.
- Ludvík Bavorský (Ludwig) z roku 1972, opět s Helmutem Bergerem v roli mladého, duševně nemocného krále. V původní verzi film, natočený ve spolupráci s Francií, trval téměř pět hodin. Celý film byl uveden až v roce 1980. Téměř všechny Viscontiho filmy byly do kin uvedeny ve zkrácené podobě (s výjimkou Natálie z roku 1959).[3]

Při natáčení posledního filmu této volné série, kterým měl být Kouzelný vrch podle Thomase Manna, utrpěl Visconti silný infarkt.
Vytvořil ještě dva filmy: autobiografický Rodinný portrét (Gruppo di famiglia in un interno) v roce 1974 a Nevinný (L'innocente) z roku 1976. Poslední film byl volně inspirován stejnojmenným románem Gabriele D'Annunzia o rozpadu mladého manželského páru a síle vášně a lásky. Ztvárnil v něm upadající svět velkoburžoazie 19. století. Visconti zemřel krátce po dokončení první verze filmu. Do kin byl film uveden až po jeho smrti.

## Divadelní a operní režie

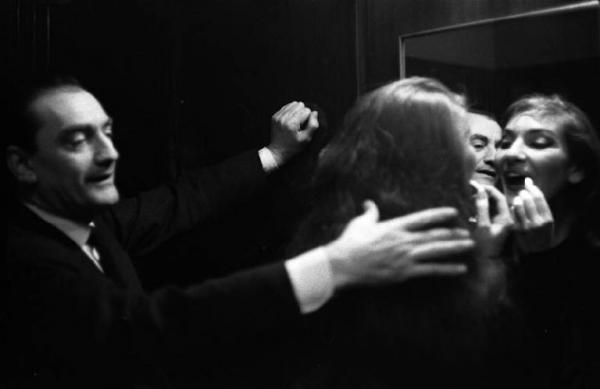
Visconti s Marií Callasovou v milánské La Scale –opera Anna Bolena (1957)

Kromě filmové režie se Visconti věnoval práci v divadle. V letech 1945–1947 inscenoval 11 her většinou francouzských a amerických autorů. Uplatňování nových inscenačních postupů, požadavek na svobodu jevištního projevu a fantazii mělo za následek nedostatek subvencí. Visconti financoval vlastní divadelní skupinu a objevoval nové herce (Marcello Mastroianni, Vittorio Gassman). Miloval italský melodram a Verdiho, ale stejně tak Čechova a Shakespeara. První text, který Visconti režíroval na divadle, bylo drama Hrozní rodiče Jeana Cocteaua. Následovaly hry Skleněný zvěřinec a Tabáková cesta. Pro inscenaci Rosalindy (Jak se vám líbí) Williama Shakespeara si vyžádal výtvarnou spolupráci Salvatora Dalího. K realistickému divadlu se vrátil režií her Tramvaj do stanice touha a Smrt obchodního cestujícího. Do inscenace Čechovových Tří sester se pokusil promítnout svůj umělecký a filozofický postoj. Jeho novátorský přístup se projevil při uvedení baletu na hudbu Hanse Wernera Henzeho, který v roce 1957 v Berlíně způsobil skandál. V roce 1961 inscenoval v Paříži drama Škoda, že jsi děvka s Alainem Delonem a Romy Schneiderovou v hlavních rolích. Během své kariéry režíroval více než 60 divadelních, operních a baletních inscenací. V letech 1955–1957 bylo v jeho režii uvedeno několik oper v milánské La Scale (La Traviata, Náměsíčná, Vestálka, Anna Bolena). Působil také v Královské opeře v Londýně a Vídeňské státní opeře.  

## Závěr života
Visconti byl silný kuřák a po infarktu v roce 1974 měl oslabené zdraví. Zemřel uprostřed filmování na těžkou trombózu ve věku 69 let.
Na pohřbu byli kromě rodinných příslušníků a italského premiéra Giovanniho Leoneho přítomni Viscontiho oblíbení herci Burt Lancaster, Claudia Cardinale, Laura Antonelli, Vittorio Gassman a Helmut Berger.
Ve Viscontiho venkovském domě na ostrově Ischia bylo zřízeno jeho muzeum.
Je známo, že Luchino Visconti byl homosexuální. Jedním z jeho partnerů byl režisér Franco Zeffirelli. Od roku 1964 navázal Visconti vztah k tehdy 20letému rakouskému herci Helmutu Bergerovi, který trval až do jeho smrti. Ve svých filmových dílech zachycoval Visconti částečně také homosexuální témata. Je tomu tak mj. ve filmech Soumrak bohů, Smrt v Benátkách podle stejnojmenného románu Thomase Manna a Ludvík Bavorský s Helmutem Bergerem v hlavní roli.

## Filmografie
- Posedlost (1943)
- Giorni di gloria (dokument) (1945)
- Země se chvěje (1948)
- Appunti su un fatto di cronaca (dokument) (1951)
- Bellissima (1951)
- Siamo donne (1953)
- Vášeň (1954)
- Natálie (1957)
- Rocco a jeho bratři (1960)
- Boccaccio '70 (1962)
- Gepard (1963)
- Hvězdy Velkého vozu (1965)
- Cizinec (1967)
- Čarodějky (Le Streghe) (1967) - spoluúčast na povídkovém filmu, spolu s Pierem Paolem Pasolinim, Vittorio De Sicou, Francem Rossi, Mauro Bologninim
- Soumrak bohů (1969)
- Alla ricerca di Tadzio (dokument) (1970)
- Smrt v Benátkách (1971)
- Ludvík Bavorský (Ludvík II., 1972)
- Rodinný portrét (1974)
- Nevinný (1976)